# Saint-Pierre-du-Bû

Saint-Pierre-du-Bû este o comună în departamentul Calvados, Franța. În 1 ianuarie 2022 avea o populație de 442 de locuitori.